# سنقرآباد (درگزین)
سنقرآباد، روستایی در دهستان درگزین علیا بخش شاهنجرین شهرستان درگزین در استان همدان ایران است.

## جمعیت
بر پایه سرشماری عمومی نفوس و مسکن در سال ۱۳۹۵، جمعیت این روستا برابر با ۹۶۰ نفر (۳۲۳ خانوار) بوده‌است.